# Dr. Alban
Alban Nwapa (Oguta, Imo, 26 de agosto de 1957), más conocido por su nombre artístico Dr. Alban, es un músico y productor nigeriano-sueco.
Ha tenido fama internacional en los años 90 con su estilos como techno reggae, dub, house y dance como: Hello Afrika, Look Who's Talking, It's my Life, Let the Beat y No Coke. Desde hace varios años vive en Suecia, donde ha fundado su sello discográfico, Dr-Records.
Su álbum debut, Hello Afrika, ha vendido cerca de un millón de copias en todo el mundo. Su mayor éxito es el disco sucesor One Love.

## Biografía
Alban Nwapa creció escuchando a Fela Kuti y James Brown. A los 23 años comenzó a estudiar odontología. Para costearse sus estudios universitarios, Nwapa comenzó a crear su propia música. Durante este tiempo, Alban trabajó como DJ en un conocido club de Estocolmo, el Alphabet Street. Rápidamente su nombre se hizo conocido, especialmente debido a que Alban cantaba a menudo mientras pinchaba las canciones. DJ René se fijó en él y lo descubrió. Alban terminó sus estudios e incluso abrió su propio consultorio odontológico, manteniendo su actividad de DJ como un trabajo suplementario.
En 1990 conoció a Denniz PoP, de la discográfica SweMix. Junto con Denniz y la rapera Leila K, su primer disco, Hello Africa, una declaración de amor por su patria africana, rompió todos los records. Alban Nwapa comenzó a utilizar el nombre artístico de Dr. Alban, un guiño a sus estudios dentales. Su álbum Hello Africa vendió cerca de 1 millón de copias a nivel mundial. [cita requerida]
Un año después, este éxito fue sobrepasado por su segundo álbum, One Love. Se vendieron 1,6 millones de sencillos de la canción It's my life (fue incluso utilizado como música de fondo para un anuncio de Tampax). El disco vendió inmediatamente más de 1,7 millones de copias. Le siguieron los álbumes Look who's talking y Born in Africa. En conjunto, Dr. Alban ha vendido a nivel mundial más de 5 millones de álbumes y más de 6 millones de sencillos, lo que le valió 7 discos de plata, 30 discos de oro y 30 discos de platino. Su canción "No Coke" fue usada para ilustrar una campaña antidrogas en Suecia.
Después de la reedición de No Coke, Dr. Alban confirmó su estilo Eurodance con su éxito Look who's talking now.
Creó su propia compañía discográfica, 'Dr. Records', con la que lanzó Born in Africa, el primer CD grabado completamente en sus estudios. También produjo proyectos de artistas como La Cream y Daddyt Showkey.
Más recientemente, su voz apareció en el sencillo de Sash! Colour the world. Después de un año de silencio, volvió con una nueva canción llamada Because of you, seguida por What do I do y un nuevo álbum, no relacionado con el Euro-dance. Alban quedó muy satisfecho con el nuevo álbum Prescription. Muchas manos se implicaron en que este nuevo álbum sonara especial. También hay apariciones como invitados de Tony Rebell y Anthony B.
Dr. Alban es primo de otro famoso músico nigeriano, Charles "Charlie Boy" Oputa. También es el tío de Ricarda Wältken, de la banda de hip hop alemana Tic Tac Toe.
En 2007, Dr. Alban lanza un nuevo álbum, Back to basics. Sólo se vende en internet a través de su página oficial, excepto en Rusia, donde se venderá en CD y casete.
En 2008, Dr. Alban lanzó un sencillo junto con Haddaway titulado "We Love The 90's".
El 15 de febrero de 2014, en el Scandinavium de Gotemburgo, Dr. Alban se asoció con Jessica Folcker en la tercera serie del Melodifestivalen 2014 interpretando la canción "Around the World". Estos no pudieron clasificarse en la final para representar a Suecia en el Festival de la Canción de Eurovisión 2014 en Copenhague, Dinamarca.

## Discografía

### Álbumes
| Año  | Álbum                      | Posiciones en listas | Posiciones en listas | Posiciones en listas | Posiciones en listas | Posiciones en listas |
| Año  | Álbum                      | AUT                  | SUI                  | ALE                  | SUE                  |                      |
| ---- | -------------------------- | -------------------- | -------------------- | -------------------- | -------------------- | -------------------- |
| 1991 | Hello Afrika               | 2                    | 8                    | -                    | 6                    |                      |
| 1992 | One Love                   | 1                    | 3                    | 6                    | 15                   |                      |
| 1993 | Hello Afrika (Reedición)   | -                    | -                    | -                    | -                    |                      |
| 1994 | Look Who's Talking         | 7                    | 8                    | 7                    | 11                   |                      |
| 1996 | Born In Africa             | 41                   | 37                   | 52                   | 37                   |                      |
| 1997 | I Believe                  | -                    | -                    | -                    | 27                   |                      |
| 1997 | The Very Best Of 1990-1997 | 38                   | -                    | 66                   | 38                   |                      |
| 2000 | Prescriptions              | -                    | -                    | -                    | -                    |                      |
| 2007 | Back To Basics             | -                    | -                    | -                    | -                    |                      |

### Sencillos
| Año  | Título                                         | Posiciones en listas | Posiciones en listas | Posiciones en listas | Posiciones en listas | Posiciones en listas |
| Año  | Título                                         | AUT                  | SUI                  | ALE                  | UK                   | SUE                  |
| ---- | ---------------------------------------------- | -------------------- | -------------------- | -------------------- | -------------------- | -------------------- |
| 1990 | Hello Afrika (Feat. Leila K.)                  | 1                    | 5                    | 5                    | -                    | 5                    |
| 1991 | Sing Shi-Wo-Wo (Stop The Pollution)            | 16                   | 13                   | -                    | -                    | 36                   |
| 1990 | No Cock                                        | 2                    | 3                    | 3                    | -                    | 1                    |
| 1991 | (We Are On Family) U & Mi                      | 11                   | 9                    | 14                   | -                    | 20                   |
| 1992 | It's My Life                                   | 1                    | 2                    | 1                    | 2                    | 1                    |
| 1992 | It's My Life (Raggadag Remix)                  | 2                    | -                    | -                    | -                    | -                    |
| 1992 | One Love                                       | 9                    | 11                   | 7                    | 45                   | 19                   |
| 1993 | Sing Hallelujah                                | 7                    | 4                    | 4                    | 16                   | 6                    |
| 1994 | Look Who's Talking                             | 3                    | 6                    | 3                    | 55                   | 2                    |
| 1994 | Away From Home                                 | 12                   | 26                   | 25                   | 42                   | 24                   |
| 1994 | Let the Beat Go On                             | 23                   | -                    | 18                   | -                    | 17                   |
| 1995 | Sweet Dreams (Swing featuring Dr. Alban)       | -                    | -                    | -                    | 59                   | -                    |
| 1995 | This Time I'm Free                             | 23                   | 32                   | 27                   | -                    | 3                    |
| 1996 | Born In Africa                                 | 31                   | 47                   | -                    | -                    | 11                   |
| 1996 | Hallelujah Day                                 | 35                   | -                    | -                    | -                    | 30                   |
| 1997 | Mr. DJ                                         | 21                   | -                    | 70                   | -                    | -                    |
| 1999 | Colour The World (feat. Sash!)                 | -                    | 39                   | -                    | -                    | 54                   |
| 2000 | What Do I Do                                   | -                    | -                    | -                    | -                    | 43                   |
| 2003 | Work Work                                      | -                    | -                    | -                    | -                    | 13                   |
| 2004 | Sing Hallelujah Recall 2004                    | -                    | -                    | -                    | -                    | -                    |
| 2005 | Sing Hallelujah (Remix) (mit Yamboo)           | -                    | -                    | 74                   | -                    | -                    |
| 2007 | Somebody Call My Name (Habibi) (Feat. Melissa) | -                    | -                    | -                    | -                    | -                    |
| 2007 | Don't Joke With Fire                           | -                    | -                    | -                    | -                    | -                    |
| 2008 | We Love The 90's (con Haddaway)                | -                    | -                    | -                    | -                    | -                    |
| 2012 | Freedom                                        | -                    | -                    | -                    | -                    | -                    |
| 2012 | Loverboy                                       | -                    | -                    | -                    | -                    | -                    |
| 2014 | It's My Life 2014                              | 39                   | -                    | 29                   | -                    | -                    |
| 2014 | Around the World (con Jessica Folcker)         | -                    | -                    | -                    | -                    | 52                   |
| 2015 | Hurricane                                      | -                    | -                    | -                    | -                    | -                    |